# دریاچه خومی
دریاچه خومی (انگلیسی: Khummi) یک دریاچه در سرزمین خاباروفسک کشور روسیه است.